# 安達謙藏
安达谦藏（日语：／ Adachi Kenzō，1864年11月22日—1948年8月2日），号漢城，為大正时代至昭和初年的日本立宪民政党籍政治家。他在1925年至1927年成为加藤高明内阁的递信大臣，并于1929年至1931年分别在滨口内阁与第二次若槻内阁中担任内务大臣。1931年满洲事变爆发后，若槻内阁因无法统合内部分歧而总辞，安达也同时下野。